# Schengenområdet
|  | Schengenområdet och övriga områden utan inre gränskontroller |

|  | Medlemsstater inom Europeiska unionen med inre gränskontroller |

Schengenområdet, även känt som Schengenländerna eller Schengenzonen, består av 25 medlemsstater inom Europeiska unionen samt ytterligare fyra associerade länder som genom Schengensamarbetet har avskaffat gränskontrollerna vid sina gemensamma gränser, de så kallade inre gränserna. Inom Schengenområdet får de inre gränserna passeras överallt utan att någon in- eller utresekontroll genomförs, oavsett personens nationalitet. Dock kan tullkontroller och tillfälliga inre gränskontroller förekomma, liksom vanliga identitetskontroller vid exempelvis trafikkontroller, incheckning på hotell och ombordstigning av vissa transportmedel.
Inom Europeiska unionen har följande medlemsstater avskaffat sina gränskontroller vid de inre gränserna: Belgien, Bulgarien, Danmark, Estland, Finland, Frankrike, Grekland, Italien, Kroatien, Lettland, Litauen, Luxemburg, Malta, Nederländerna, Polen, Portugal, Rumänien, Slovakien, Slovenien, Spanien, Sverige, Tjeckien, Tyskland, Ungern och Österrike. Därutöver ingår Island, Liechtenstein, Norge och Schweiz i Schengenområdet genom särskilda associeringsavtal. Även de europeiska mikrostaterna Andorra, Monaco, San Marino och Vatikanstaten samt de danska självstyrande områdena Färöarna och Grönland har öppna gränser gentemot Schengenområdet.
Inom Europeiska unionen finns två medlemsstater som fortfarande har kvar fullständiga gränskontroller. Dessa är Cypern och Irland. Av dessa medlemsstater har Cypern förbundit sig att avskaffa sina gränskontroller vid de inre gränserna när landet väl uppfyller vissa tekniska kriterier. Irland omfattas av en särskild undantagsklausul som gör att landet står permanent utanför Schengenområdet.

## Utbredning
|  | Medlemsstater inom Europeiska unionen utan inre gränskontroller |

|  | Andra europeiska länder utan inre gränskontroller |

|  | Mikrostater utan gränskontroller |

|  | Medlemsstater som kommer att avskaffa de inre gränskontrollerna när de tekniska kriterierna uppfylls |

|  | Medlemsstater som står permanent utanför delar av Schengensamarbetet |

Det officiella Schengenområdet består av de 25 medlemsstater inom Europeiska unionen som genom Schengensamarbetet har avskaffat sina gränskontroller vid de inre gränserna. Dessa medlemsstater är Belgien, Bulgarien, Danmark, Estland, Finland, Frankrike, Grekland, Italien, Kroatien, Lettland, Litauen, Luxemburg, Malta, Nederländerna, Polen, Portugal, Rumänien, Slovakien, Slovenien, Spanien, Sverige, Tjeckien, Tyskland, Ungern och Österrike. Därutöver ingår även Island, Liechtenstein, Norge och Schweiz genom särskilda associeringsavtal. Således bor det cirka 445 miljoner människor i Schengenområdet, och varje år företas ungefär 1,25 miljarder resor över de inre gränserna. Samtidigt passeras de yttre gränserna legalt av över 700 miljoner människor årligen, varav drygt hälften av passagerna sker med flyg. Totalt omfattar Schengenområdets yttre gräns 7 721 km landgräns och 42 673 km sjögräns.
Genom att avskaffa sina gränskontroller vid de inre gränserna och ansluta sig till Schengenområdet deltar dessa medlemsstater fullt ut i Schengensamarbetet. De har därmed överfört sina befogenheter över gränskontrollpolitiken till europeisk nivå. Rättsakter som utvecklar Schengenregelverket är bindande som unionsrätt för hela Schengenområdet, utom Danmark samt Island, Liechtenstein, Norge och Schweiz. Danmark deltar, trots sitt medlemskap i unionen, på mellanstatlig basis vad gäller de delar av Schengenregelverket som rör området med frihet, säkerhet och rättvisa och omfattas då av Schengenregelverket som internationell rätt istället för som unionsrätt i enlighet med en särskild undantagsklausul. Genom särskilda associeringsavtal deltar även Island, Liechtenstein, Norge och Schweiz i Schengensamarbetet på mellanstatlig basis. Detta innebär att nya rättsakter som utvecklar Schengenregelverket är bindande för dessa länder utan att de har rösträtt i lagstiftningsprocessen. De kan dock välja att säga upp sina associeringsavtal om de inte skulle vilja kvarstå i samarbetet.
Vid undertecknandet av Schengenavtalet den 14 juni 1985 ingick Belgien, Frankrike, Luxemburg, Nederländerna och Tyskland i gränskontrollsamarbetet. Den 26 mars 1995 upphörde dessa medlemsstater samt Portugal och Spanien med sina gränskontroller vid de inre gränserna. Sedan dess har även Italien och Österrike (1997), Grekland (2000), Danmark, Finland, Island, Norge och Sverige (2001), Estland, Lettland, Litauen, Malta, Polen, Slovakien, Slovenien, Tjeckien och Ungern (2007), Schweiz (2008), Liechtenstein (2011), Kroatien (2023) samt Bulgarien och Rumänien (2024) upphört med sina gränskontroller.
| Medlemsstat   | Undertecknande av Schengenregelverket | Rättsligt bunden av Schengenregelverket | Full tillämpning av Schengenregelverket | Avskaffande av inre gränskontroller | Avskaffande av inre gränskontroller | Avskaffande av inre gränskontroller |
| Medlemsstat   | Undertecknande av Schengenregelverket | Rättsligt bunden av Schengenregelverket | Full tillämpning av Schengenregelverket | Vid landgränser                     | Vid sjögränser                      | Vid luftgränser                     |
| ------------- | ------------------------------------- | --------------------------------------- | --------------------------------------- | ----------------------------------- | ----------------------------------- | ----------------------------------- |
| Belgien       | 1985-06-14                            | 1986-03-02                              | 1995-03-26                              | 1995-03-26                          | 1995-03-26                          | 1995-03-26                          |
| Bulgarien     | –                                     | 2007-01-01                              | 2024-03-31                              | 2025-01-01                          | 2024-03-31                          | 2024-03-31                          |
| Cypern        | –                                     | 2004-05-01                              | –                                       | –                                   | –                                   | –                                   |
| Danmark       | –                                     | 1999-05-01                              | 2001-03-25                              | 2001-03-25                          | 2001-03-25                          | 2001-03-25                          |
| Estland       | –                                     | 2004-05-01                              | 2007-12-21                              | 2007-12-21                          | 2007-12-21                          | 2008-03-30                          |
| Finland       | –                                     | 1999-05-01                              | 2001-03-25                              | 2001-03-25                          | 2001-03-25                          | 2001-03-25                          |
| Frankrike     | 1985-06-14                            | 1986-03-02                              | 1995-03-26                              | 1995-03-26                          | 1995-03-26                          | 1995-03-26                          |
| Grekland      | 1992-11-06                            | 1997-12-01                              | 2000-01-01                              | 2000-01-01                          | 2000-01-01                          | 2000-03-26                          |
| Irland        | –                                     | –                                       | –                                       | –                                   | –                                   | –                                   |
| Island        | 1999-05-18                            | 1999-05-18                              | 2001-03-25                              | 2001-03-25                          | 2001-03-25                          | 2001-03-25                          |
| Italien       | 1990-11-27                            | 1997-07-01                              | 1997-10-26                              | 1997-10-26                          | 1997-10-26                          | 1998-03-29                          |
| Kroatien      | –                                     | 2013-07-01                              | 2023-01-01                              | 2023-01-01                          | 2023-01-01                          | 2023-03-26                          |
| Lettland      | –                                     | 2004-05-01                              | 2007-12-21                              | 2007-12-21                          | 2007-12-21                          | 2008-03-30                          |
| Liechtenstein | 2008-02-28                            | 2011-04-07                              | 2011-12-19                              | 2011-12-19                          | 2011-12-19                          | 2011-12-19                          |
| Litauen       | –                                     | 2004-05-01                              | 2007-12-21                              | 2007-12-21                          | 2007-12-21                          | 2008-03-30                          |
| Luxemburg     | 1985-06-14                            | 1986-03-02                              | 1995-03-26                              | 1995-03-26                          | 1995-03-26                          | 1995-03-26                          |
| Malta         | –                                     | 2004-05-01                              | 2007-12-21                              | 2007-12-21                          | 2007-12-21                          | 2008-03-30                          |
| Nederländerna | 1985-06-14                            | 1986-03-02                              | 1995-03-26                              | 1995-03-26                          | 1995-03-26                          | 1995-03-26                          |
| Norge         | 1999-05-18                            | 1999-05-18                              | 2001-03-25                              | 2001-03-25                          | 2001-03-25                          | 2001-03-25                          |
| Polen         | –                                     | 2004-05-01                              | 2007-12-21                              | 2007-12-21                          | 2007-12-21                          | 2008-03-30                          |
| Portugal      | 1991-06-25                            | 1995-05-01                              | 1995-03-26                              | 1995-03-26                          | 1995-03-26                          | 1995-03-26                          |
| Rumänien      | –                                     | 2007-01-01                              | 2024-03-31                              | 2025-01-01                          | 2024-03-31                          | 2024-03-31                          |
| Schweiz       | 2004-10-26                            | 2008-03-01                              | 2008-12-12                              | 2008-12-12                          | 2008-12-12                          | 2009-03-29                          |
| Slovakien     | –                                     | 2004-05-01                              | 2007-12-21                              | 2007-12-21                          | 2007-12-21                          | 2008-03-30                          |
| Slovenien     | –                                     | 2004-05-01                              | 2007-12-21                              | 2007-12-21                          | 2007-12-21                          | 2008-03-30                          |
| Spanien       | 1991-06-25                            | 1995-05-01                              | 1995-03-26                              | 1995-03-26                          | 1995-03-26                          | 1995-03-26                          |
| Sverige       | –                                     | 1999-05-01                              | 2001-03-25                              | 2001-03-25                          | 2001-03-25                          | 2001-03-25                          |
| Tjeckien      | –                                     | 2004-05-01                              | 2007-12-21                              | 2007-12-21                          | 2007-12-21                          | 2008-03-30                          |
| Tyskland      | 1985-06-14                            | 1986-03-02                              | 1995-03-26                              | 1995-03-26                          | 1995-03-26                          | 1995-03-26                          |
| Ungern        | –                                     | 2004-05-01                              | 2007-12-21                              | 2007-12-21                          | 2007-12-21                          | 2008-03-30                          |
| Österrike     | 1995-04-28                            | 1997-12-01                              | 1997-12-01                              | 1997-12-01                          | 1997-12-01                          | 1998-03-29                          |

### Bulgarien och Rumänien
Bulgarien och Rumänien anslöt sig till Europeiska unionen den 1 januari 2007 och till Schengenområdet den 31 mars 2024. Dock kvarstod gränskontroller vid de inre landgränserna för Bulgarien och Rumänien tillfälligt fram till och med den 31 december 2024. Anslutningsprocessen var utdragen och blockerades under mer än tio års tid av vissa andra medlemsstater, främst Nederländerna och Österrike.
Anslutningen till Schengenområdet var en prioriterad fråga under lång tid för både den bulgariska och den rumänska regeringen. Europeiska kommissionen konstaterade 2011 att både Bulgarien och Rumänien uppfyllde de tekniska kriterierna för att få ansluta sig till Schengenområdet. Rådet ställde sig bakom dessa slutsatser vid ett sammanträde den 9–10 juni 2011. Efter att Europaparlamentet hade godkänt utkastet till beslut, diskuterade rådet Bulgariens och Rumäniens anslutning till Schengenområdet vid ett sammanträde den 22–23 september 2011, men kunde inte nå den enhällighet som krävdes för att fatta beslut. Framför allt regeringarna i Finland, Nederländerna, Tyskland och Österrike motsatte sig utvidgningen med motiveringen att Bulgarien och Rumänien först var tvungna att vidta kraftfulla åtgärder mot korruption och organiserad brottslighet i enlighet med mekanismen för samarbete och kontroll. Den 7 december 2011 utarbetade rådet ett nytt utkast till beslut som skulle innebära att gränskontrollerna skulle hävas först vid luft- och sjögränserna och senare vid landgränserna, men inte heller detta beslut nådde enhälligt stöd i rådet. Därför skrinlades utvidgningsprocessen under flera års tid.
Under 2017 och 2018 fick Bulgarien och Rumänien tillgång till Informationssystemet för viseringar (VIS) och Schengens informationssystem (SIS). Ett fullt deltagande i Schengensamarbetet blockerades dock fortfarande av vissa medlemsstater, främst den nederländska regeringen som uttryckte oro för den utbredda korruptionen i Bulgarien. Dessutom orsakade flyktingkrisen 2015 ytterligare tveksamheter om Schengenområdets utvidgning. Europaparlamentet och kommissionen stod däremot fast vid att Bulgarien och Rumänien uppfyllde de tekniska kriterierna och att anslutningen till Schengenområdet inte borde kopplas ihop med mekanismen för samarbete och kontroll. Parlamentet antog en resolution i december 2018 som uppmanade rådet att återuppta utvidgningsprocessen.
I mars 2022 åtog sig Bulgariens och Rumäniens regeringar att frivilligt underställa sig en ny Schengenutvärdering för att visa att respektive land fortfarande uppfyllde alla tekniska kriterier för att få ansluta sig till Schengenområdet. Europaparlamentet uttalade i mitten av oktober 2022 återigen sitt stöd för Bulgariens och Rumäniens anslutning till Schengenområdet och uppmanade medlemsstaterna att omgående fatta beslut om detta. Nederländernas premiärminister Mark Rutte, som tidigare hade motsatt sig en utvidgning, meddelade samma månad att den nederländska regeringen ”i princip inte var emot” en utvidgning, men att Bulgarien och Rumänien först var tvungna att uppfylla alla krav, inklusive gällande rättsstatens principer. Den 20 oktober 2022 röstade en majoritet i Nederländernas parlament nej till Bulgariens och Rumäniens anslutning till Schengenområdet med hänvisning till att ländernas uppfyllande av rättsstatens principer först behövde granskas noggrannare.
I slutet av oktober 2022 visade en ny utredning av Europeiska kommissionen att både Bulgarien och Rumänien uppfyllde samtliga tekniska krav för att ansluta sig till Schengenområdet. I november skickade den nederländska regeringen en utvärderingsgrupp till Rumänien för att undersöka landets uppfyllande av Schengenregelverket. I november 2022 meddelade dock den österrikiska inrikesministern att han tänkte blockera en utvidgning av Schengenområdet med hänvisning till det stora antalet migranter som hade tagit sig till Österrike under 2022. Den 23 november 2022 visade återigen en frivillig utvärdering som Bulgarien och Rumänien hade bjudit in till, särskilt för att bemöta kritik från Nederländerna och Sverige, att båda länderna uppfyllde alla krav för en anslutning till Schengenområdet. I början av december 2022 stod det klart att Nederländerna stödde Rumäniens anslutning, men inte Bulgariens, medan Österrike motsatte sig båda ländernas anslutning. Den bulgariska regeringen hotade till följd av detta med motåtgärder mot Nederländerna och Österrike ifall länderna skulle blockera Bulgariens anslutning till Schengenområdet. Vid sammanträdet för rådet för rättsliga och inrikes frågor den 8 december 2022 blockerade Österrike, med stöd av Nederländerna i Bulgariens fall, både Bulgariens och Rumäniens anslutning till Schengenområdet. Blockeringen kritiserades skarpt av Bulgariens och Rumäniens regeringar, och ledde till en omfattande bojkott av österrikiska banker och företag i Rumänien. I december 2022 återkallade Rumänien sin ambassadör från Österrike, men i januari 2023 sändes ambassadören tillbaka.
I maj 2023 uttryckte Europeiska kommissionen ännu en gång sitt stöd till Bulgariens och Rumäniens anslutning till Schengenområdet. Samtidigt meddelade Nederländernas premiärminister Mark Rutte att landet i princip inte var emot Bulgariens anslutning, men att en ny utvärdering från kommissionen om uppfyllandet av alla kriterier behövdes innan den nederländska regeringen skulle kunna stödja anslutningen. I juni 2023 bjöd den bulgariska regeringen in tullexperter från Nederländerna och Österrike för att utvärdera landets gränskontroller mot bland annat Turkiet. I början av juli 2023 stod det klart att kommissionen avsåg att upphäva mekanismen för samarbete och kontroll för både Bulgarien och Rumänien. Även om mekanismen formellt saknade koppling till Schengenregelverket hade särskilt Nederländerna krävt att mekanismen skulle upphävas innan de två länderna skulle tillåtas ansluta sig till Schengenområdet. Den 12 juli 2023 antog Europaparlamentet ännu en resolution som uppmanade rådet att omgående fatta ett beslut om utvidgningen av Schengenområdet. Den 15 september 2023 upphävdes mekanismen formellt av kommissionen. I september 2023 hotade den rumänska regeringen med att väcka talan om fördragsbrott mot Österrike vid EU-domstolen om landet skulle fortsätta att blockera Rumäniens anslutning till Schengenområdet. En tredje frivillig utvärdering av övriga medlemsstaters experter visade i november 2023 att Bulgarien fortfarande uppfyllde alla krav för att bli en del av Schengenområdet.
Bulgariens och Rumäniens anslutning till Schengenområdet diskuterades av Europeiska unionens råd i början av december 2023, men inget beslut fattades. Senare i december månad öppnade dock den österrikiska inrikesministern upp för att upphäva gränskontrollerna vid luftgränserna mot Bulgarien och Rumänien, samtidigt som länderna skulle stärka sina gränskontroller vid landgränserna och även ta emot asylsökande från Österrike som passerat igenom länderna. Förslaget möttes av blandade reaktioner i Bulgarien och Rumänien, medan Europeiska kommissionen ställde sig positiv till förslaget. Den 15 december 2023 stod det klart att Nederländernas regering slutligen gått med på att acceptera att både Bulgarien och Rumänien skulle tillåtas ansluta sig till Schengenområdet, och även det nederländska parlamentet ställde sig bakom detta i en omröstning den 22 december 2023. Den 30 december 2023 antog rådet slutligen det formella beslutet om upphävandet av gränskontrollerna vid de inre luft- och sjögränserna för Bulgariens och Rumäniens del från och med den 31 mars 2024. I början av mars 2024 ingick Bulgarien och Rumänien var sitt avtal med kommissionen om samarbete kring gräns- och migrationshantering.
Den 22 november 2024 enades slutligen Österrikes inrikesminister Gerhard Karner med Rumäniens och Bulgariens motsvarigheter om upphävandet av de inre gränskontrollerna mellan Bulgarien och Rumänien, å ena sidan, och övriga Schengenområdet, å andra sidan. Karner bekräftade den 10 december 2024 hävandet av det österrikiska vetot mot utvidgningen, vilket därmed satte punkt för cirka 13 år av blockering av Bulgariens och Rumäniens fullständiga anslutning till Schengenområdet. Det formella beslutet fattades av rådet för rättsliga och inrikes frågor med enhällighet den 12 december 2024. Som en del av kompromissen mellan Österrike, Bulgarien och Rumänien som hade slutits under det ungerska ordförandeskapet infördes dock tillfälliga inre gränskontroller vid de ömsesidiga landgränserna mellan Ungern, Rumänien och Bulgarien under en sex månader lång period.

### Utomeuropeiska områden
Utöver det europeiska territoriet av Schengenområdet ingår även de yttersta randområdena Azorerna, Madeira och Kanarieöarna. Däremot står de franska yttersta randområdena Franska Guyana, Guadeloupe, Martinique, Mayotte och Réunion samt Saint-Martin liksom alla utomeuropeiska länder och territorier utanför Schengensamarbetet. Även den danska självstyrande ögruppen Färöarna och den norska ögruppen Svalbard står utanför samarbetet. Dock ingår Färöarna i den nordiska passunionen och har, i likhet med Grönland, en öppen gräns mot Schengenområdet. Däremot står Svalbard utanför både Schengensamarbetet och den nordiska passunionen eftersom området har egna inreseregler, och gränskontroller genomförs vid in- och utresa.
De spanska exklaverna Ceuta och Melilla i Afrika ingår officiellt i både Europeiska unionen och Schengenområdet. Till exempel omfattas de av den gemensamma viseringspolitiken. Trots detta utförs gränskontroller mellan Ceuta och Melilla, å ena sidan, och övriga Schengenområdet, å andra sidan, i enlighet med det spanska anslutningsavtalet till Schengensamarbetet, beroende på att marockaner bosatta i provinserna Tétouan och Nador inte behöver något visum för att resa in i Ceuta och Melilla.

### Europeiska mikrostater
De fyra europeiska mikrostaterna Andorra, Monaco, San Marino och Vatikanstaten har alla öppna gränser gentemot Schengenområdet, något de redan hade innan Schengensamarbetet inleddes. De utfärdar inga egna visum, utan det är Schengenvisum som krävs för tredjelandsmedborgare. Ingen av dem har heller någon flygplats, men Monaco har däremot hamn, helikopterterminal och järnvägsförbindelser. Monacos yttre gränser sköts av Frankrike i enlighet med särskilda bestämmelser i Schengenregelverket. För Andorra, San Marino och Vatikanstaten gäller att helikoptrar normalt bara får ankomma från platser inom Schengenområdet eftersom det saknas infrastruktur för att genomföra systematiska gränskontroller. Medborgare i Andorra, Monaco och San Marino samt innehavare av pass som utfärdats av Vatikanstaten kan vanligtvis även använda de skilda köer vid gränsövergångsställen som normalt är avsedda för unionsmedborgare och andra medborgare som åtnjuter fri rörlighet enligt unionsrätten.
Liechtenstein är en del av Schengenområdet genom ett särskilt associeringsavtal. Trots detta utfärdar Liechtenstein inga Schengenvisum och det finns inga gränsövergångsställen mot tredjeland, inte heller för helikoptrar.
Den 30 maj 2024 bemyndigade Europeiska unionens råd inledandet av förhandlingar med Andorra och San Marino i syfte att formellt skapa en rättslig grund för de avskaffade gränskontrollerna mellan Schengenområdet och de båda länderna.

## Utvidgning
Alla medlemsstater inom Europeiska unionen, utom Irland, har förbundit sig att avskaffa sina gränskontroller vid de inre gränserna när de väl uppfyller vissa tekniska kriterier. Irland står utanför Schengenområdet i enlighet med en särskild undantagsklausul, dock med möjligheten att begära att få delta i hela eller delar av Schengenregelverket. För övriga medlemsstater som inte har avskaffat sina gränskontroller vid de inre gränserna utvärderar Europeiska kommissionen deras fullgörande av de tekniska kriterierna efter begäran av respektive medlemsstat. Det finns inget som tvingar en medlemsstat till att uppfylla de tekniska kriterierna, till exempel har Cypern under lång tid inte kunnat uppfylla kriterierna på grund av Cypernfrågan.
De tekniska kriterierna berör bland annat gränsövervakningen av de yttre gränserna, återvändandet av tredjelandsmedborgare som vistas olagligen i Schengenområdet, behandlingen av personuppgifter och utfärdandet av visumhandlingar samt det förstärkta polissamarbetet och straffrättslig samarbetet och användandet av Schengens informationssystem. En anslutande medlemsstat måste anpassa sin infrastruktur, framför allt hamnar och flygplatser, till avskaffandet av de inre gränskontrollerna. Till exempel måste passagerare som reser inom Schengenområdet separeras från passagerare som reser till eller från områden utanför Schengenområdet.
Mot bakgrund av kommissionens utvärderingar beslutar Europeiska unionens råd med enhällighet bland Schengenområdets medlemsstater och den anslutande medlemsstaten och efter samråd med Europaparlamentet om en medlemsstat ska avskaffa sina gränskontroller. I praktiken kan även politiska faktorer spela en viktig roll, till exempel blockerades Bulgariens och Rumäniens anslutning till Schengenområdet under lång tid av vissa medlemsstater med hänvisning till att länderna omfattades av mekanismen för samarbete och kontroll, trots att detta aldrig har varit ett formellt krav för att få bli en del av Schengenområdet.

### Cypern
Cypern anslöt sig till Europeiska unionen den 1 maj 2004 och har därmed förbundit sig att avskaffa sina gränskontroller vid de inre gränserna när de tekniska kriterierna väl uppfylls. Ett cypriotiskt deltagande i Schengenområdet skulle dock troligen innebära att Cypern måste upprätta fullständiga gränskontroller gentemot Nordcypern, som står utanför den cypriotiska regeringens kontroll. Cyperns anslutning till Schengenområdet har därför försenats i väntan på en återförening av ön.
I september 2019 begärde dock den cypriotiska regeringen att Europeiska kommissionen utvärderar Cyperns fullgörande av de tekniska kriterierna. Förutom avskaffandet av de inre gränskontrollerna skulle en anslutning till Schengenområdet ge Cypern tillgång till Schengens informationssystem, vilket till exempel skulle underlätta internationell brottsbekämpning. För att underlätta anslutningen till Schengenområdet beslutade den cypriotiska regeringen i november 2019 att avskaffa möjligheten för utlänningar att köpa cypriotiska medborgarskap. I slutet av november 2019 påbörjade kommissionen utvärderingen av Cyperns fullgörande av de tekniska kriterierna, däribland behandlingen av personuppgifter, gränsövervakningen av de yttre gränserna och hanteringen av visum och utvisningar. I juli 2020 konstaterade kommissionen att Cypern uppfyllde kraven om behandlingen av personuppgifter. I februari 2021 utfördes utvärderingen av polissamarbete och gränskontrollerna vid de yttre gränserna. I augusti 2021 föreslog kommissionen att Cypern skulle ges viss tillgång till Schengens informationssystem. Förslaget godkändes av Europaparlamentet i början av maj 2022, och Cypern fick tillgång till Schengens informationssystem den 25 juli 2023. Cyperns regering har som ambition att landet ska ansluta sig till Schengenområdet under 2025.

### Irland
Irland erhöll, tillsammans med Storbritannien, särskilda bestämmelser om Schengensamarbetet i samband med ratificeringen av Amsterdamfördraget, då Schengensamarbetet införlivades inom Europeiska unionens ramar. Anledningen var att den brittiska regeringen var angelägen om att bibehålla sina gränskontroller mot övriga unionen. På grund av den gemensamma resezonen mellan Irland och Storbritannien stannade även Irland utanför Schengenområdet. Storbritannien lämnade Europeiska unionen den 1 februari 2020, men de särskilda bestämmelserna ger fortfarande Irland möjlighet att delta i enbart vissa delar av Schengensamarbetet. Irland tillåts samtidigt att utföra kontroller av alla personer, inklusive unionsmedborgare, som passerar landets gränser. De andra medlemsstaterna tillåts av samma anledning utföra kontroller av alla personer som reser in från Irland. Dessa särskilda bestämmelser får Irland tillämpa så länge den gemensamma resezonen med Storbritannien upprätthålls.
Irland begärde i början av 2000-talet att få delta i vissa delar av Schengensamarbetet. Europeiska unionens råd antog ett beslut den 28 februari 2002 om Irlands deltagande i vissa bestämmelser i Schengenregelverket, som därmed blev bindande för landet. Det dröjde dock till 2020 innan rådet antog ett beslut om tillämpningen av dessa bestämmelser i Irland. Enligt besluten deltar Irland i vissa delar som rör bland annat polissamarbete och straffrättsligt samarbete, men däremot inte i avskaffandet av gränskontrollerna vid de inre gränserna. Den irländska regeringen har dock möjlighet att när som helst begära att Irland ska få delta i övriga delar av Schengensamarbetet. I så fall börjar de normala bestämmelserna i fördragen att gälla efter ett enhälligt beslut i rådet bland Schengenländerna och Irlands företrädare.

### Gibraltar
Till följd av Storbritanniens utträde ur Europeiska unionen den 1 februari 2020 inleddes förhandlingar mellan Spanien och Storbritannien om Gibraltars framtida relation med unionen. I december 2020 enades Spanien och Storbritannien om att Gibraltar ska bli en del av Schengenområdet och att fri rörlighet för varor ska säkerställas över gränsen mellan Spanien och Gibraltar. Bestämmelserna kommer att inkluderas i ett internationellt avtal. Den preliminära överenskommelsen innebär att Spanien och Gibraltar kommer att gemensamt ansvara för gränskontrollerna vid Gibraltars flygplats och hamn. Spanien kommer, tillsammans med Frontex under de första åren, att ansvara för att Schengenregelverket tillämpas korrekt i Gibraltar och för utfärdandet av visum till tredjelandsmedborgare som reser in i Schengenområdet via Gibraltar. Till dess att ett avtal har trätt i kraft befinner sig Gibraltar sedan den 1 januari 2021 utanför unionsrättens tillämpningsområde och gränsen till Spanien är att betrakta som en yttre gräns med fullständiga gränskontroller enligt Schengenregelverket.
I juli 2021 lade Europeiska kommissionen fram ett förslag till förhandlingsmandat inför förhandlingar med Storbritannien om ett internationellt avtal gällande Gibraltars status. Enligt förslaget skulle Spanien överta kontrollen av Gibraltars gränser liksom utfärdandet av visum för resa till Gibraltar. Förslaget möttes dock av kritik från den brittiska regeringen, som menade att det skulle underminera Gibraltars suveränitet. I augusti 2022 uttryckte Gibraltars turistminister sin förhoppning om att ett avtal skulle komma på plats innan 2023. I början av 2023 verkade dock förhandlingarna ha kört fast på frågan om vem som ska bemanna gränskontrollerna vid Gibraltars flygplats och hamn. Den spanska regeringen vill att spanska myndigheter ska bemanna dessa, medan den brittiska regeringen vill att Frontex ska göra det. I maj 2023 uttalade Spaniens utrikesminister José Manuel Albares att det är upp till Storbritannien att godkänna en överenskommelse.
Den 11 juni 2025 kom EU:s kommisionär och ministrar från Spanien, Storbritannien och Gibraltar överens om att ta bort kontroller vid landgränsen, och att inkommande resenärer till Gibraltar via flyg och båt ska gå genom en passkontroll som drivs gemensamt av EU, Spanien, Storbritannien och Gibraltar. Denna principöverenskommelse ska fästas i en formell avtalstext.